# TOWER Software
TOWER Software — компанія з виробництва програмного забезпечення, заснована в 1985 році в Канберрі, Австралія. Компанія розробляє і займається підтримкою програмного забезпечення з управління корпоративним інформаційним контентом і відома своїми розробками TRIM для електронного управлінням записами.
У 2008 році TOWER Software була поглинена компанією Hewlett-Packard і стала одним з підрозділів HP Software Division.

## Історія
TOWER Software почала розробку свого програмного забезпечення для управлінням записами в 1985 році. Вона почала пропонувати електронну систему управління документами і інформацією TRIM Captura в 1998 році.
У 2002 році була випущена TRIM Context.
У 2004 році компанія стала представляти програмне забезпечення з управління корпоративним інформаційним контентом.
TOWER Software брала участь у розвитку міжнародних і місцевих стандартів, беручи участь в розробці AS4390 (австралійський стандарт для управління записами), який вплинув на стандарт ISO 15489, а також на стандарти MoReq і DoD 5015.2.
У квітні 2008 року компанія Hewlett-Packard запропонувала купити TOWER Software за приблизно 105 млн доларів. У той час у TOWER Software було приблизно 1000 клієнтів в 32 країнах, які представляли як приватний сектор, так і промисловість, в тому числі медицину, енергетику, банківську справу та фінанси.
В даний час TRIM Context називається HP TRIM Records Management System і базується на стандарті ISO 15489. Програмне забезпечення TRIM має сертифікат Департаменту оборони США 5015.2 і дотримується принципів, викладених у стандарті AS4390.

## Нагороди
- KMWorld Readers' Choice Award 2006.[6]